# Je dois tuer
 (octobre 2017).
Si vous disposez d'ouvrages ou d'articles de référence ou si vous connaissez des sites web de qualité traitant du thème abordé ici, merci de compléter l'article en donnant les références utiles à sa vérifiabilité et en les liant à la section « Notes et références ».
Pour les articles homonymes, voir Suddenly.
Pour plus de détails, voir Fiche technique et Distribution.
Je dois tuer (Suddenly) est un film américain réalisé par Lewis Allen, sorti en 1954.

## Synopsis
À la fin des années 1940, le shérif de la petite ville américaine de Suddenly, Tod Shaw, apprend qu'un train spécial doit s'y arrêter quelques heures plus tard, avec à son bord le président des États-Unis. Peu après, arrive une équipe des services secrets, menée par Dan Carney, afin de sécuriser le secteur, en collaboration avec la police locale. Ainsi, Carney et Tod vont jusqu'à une maison surplombant la gare, habitée par Peter « Pop » Benson (retraité des services secrets et ancien chef de Carney), sa belle-fille Ellen (veuve du fils de Pop — tué à la guerre — et courtisée par Shaw) et son petit-fils « Pidge ». Ils sont alors confrontés à John Baron et ses deux acolytes (Benny et Bart), qui s'étaient présentés là peu auparavant comme des agents du FBI. Carney sachant qu'ils ne peuvent être du FBI, ils l'abattent aussitôt et blessent Tod au bras. 
Le but des tueurs est bien sûr d'assassiner le président à sa descente du train. Ils installent minutieusement leur matériel et prennent la maisonnée en otage : Baron menace d'égorger l'enfant à la moindre incartade. Ils sont encore dérangés par Jud, qui vient réparer le téléviseur et rejoint les otages, puis par l'adjoint de Carney venant à sa recherche : Baron oblige Ellen à l'envoyer sur une route que Carney et Tod sont censés contrôler, sous la même menace. Tout ce temps, Tod fait parler Baron, conscient que celui-ci a besoin de se faire mousser, pour l'amener à perdre à un moment son sang-froid, ce qu'il fait lorsque Tod démontre que son héroïsme durant la guerre est une fabulation. Benny, parti aux nouvelles en gare, est suspecté par un adjoint de Tod et l'abat, mais les fédéraux l'abattent à son tour. 
Feignant un malaise, Pop demande à l'enfant d'aller chercher ses cachets dans la chambre, et celui-ci y voit le revolver de son grand-père : il comprend qu'il doit l'échanger contre le revolver en plastique que les tueurs ont vu. Pendant ce temps, Jud s'affaire sur le téléviseur et Pop lui recommande d'utiliser la table où est installé leur fusil comme terre. On entend le train présidentiel approcher...

## Fiche technique
- Titre : Je dois tuer
- Titre original : Suddenly
- Réalisation : Lewis Allen
- Scénario : Richard Sale
- Photographie : Charles G. Clarke
- Montage : John F. Schreyer
- Musique : David Raksin
- Directeur artistique : Frank Paul Sylos (crédité Frank Sylos)
- Décor : Howard Bristol
- Costumes : Jack Masters
- Producteur : Robert Bassler
- Société de production : Libra Productions Inc.
- Société de distribution : United Artists
- Pays de production :  États-Unis
- Langue : anglais
- Format : noir et blanc — 35 mm — 1,37:1 — Son : Mono (Western Electric Recording)
- Genre : drame, thriller, film noir
- Durée :  75 minutes
- Dates de sortie :
  - États-Unis : 7 octobre 1954
  - France : 29 décembre 1954

## Distribution
(dans l'ordre du générique de fin)
- Frank Sinatra : John Baron

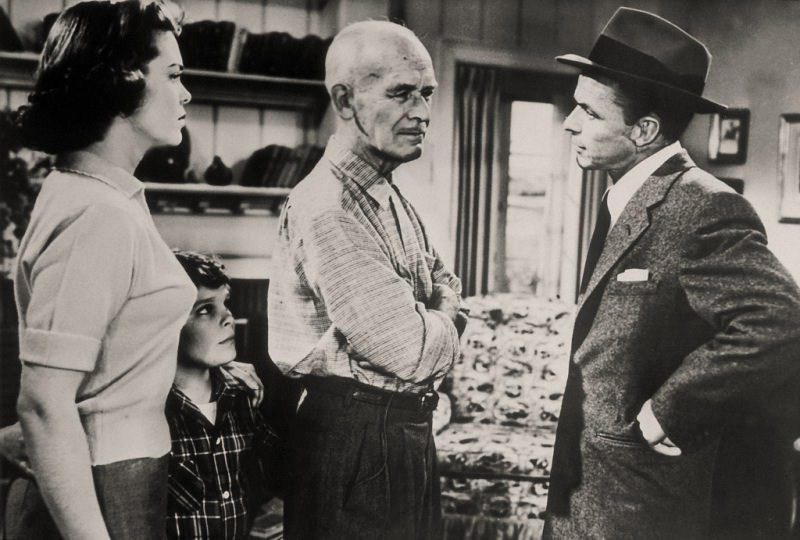
De gauche à droite : Nancy Gates, Kim Charney, James Gleason et Frank Sinatra

- Sterling Hayden : le shérif Tod Shaw
- James Gleason : Peter « Pop » Benson
- Nancy Gates : Ellen Benson
- Kim Charney : Peter « Pidge » Benson III
- Willis Bouchey : Dan Carney
- Paul Frees : Benny Conklin
- Christopher Dark : Bart Wheeler
- James O'Hara (crédité James Lilburn) : Jud Hobson
- Kem Dibbs (crédité Ken Dibbs) : Wilson
- Clark Howat : Haggerty
- Charles Smith : Bebop
- Paul Wexler : Slim Adams
- Charles Wagenheim : Iz Kaplan

## Autour du film
Le film doit une partie de sa notoriété au fait que Lee Harvey Oswald l'aurait visionné à la télévision avec son épouse Marina le 12 octobre 1963 (soit six semaines avant l'assassinat de Kennedy), alors qu'il était diffusé avec un autre film, Les Insurgés de John Huston, selon le témoignage de Marina Oswald à la commission Warren le 5 février 1964. Le Dallas Morning News du 12 octobre mentionne bien dans ses programmes le film de Huston diffusé sur Channel 11, mais non le film d'Allen. Cependant, selon Bugliosi, une déprogrammation de dernière minute a pu permettre sa diffusion, puisque Marina Oswald en fait une description précise à la Commission. Une recherche du Secret Service atteste d'une diffusion du film le 26 février 1963 sur Dallas TV. Frank Sinatra, ayant appris ce fait, aurait usé de son influence à Hollywood pour faire retirer les copies du film.